# 吟游诗人

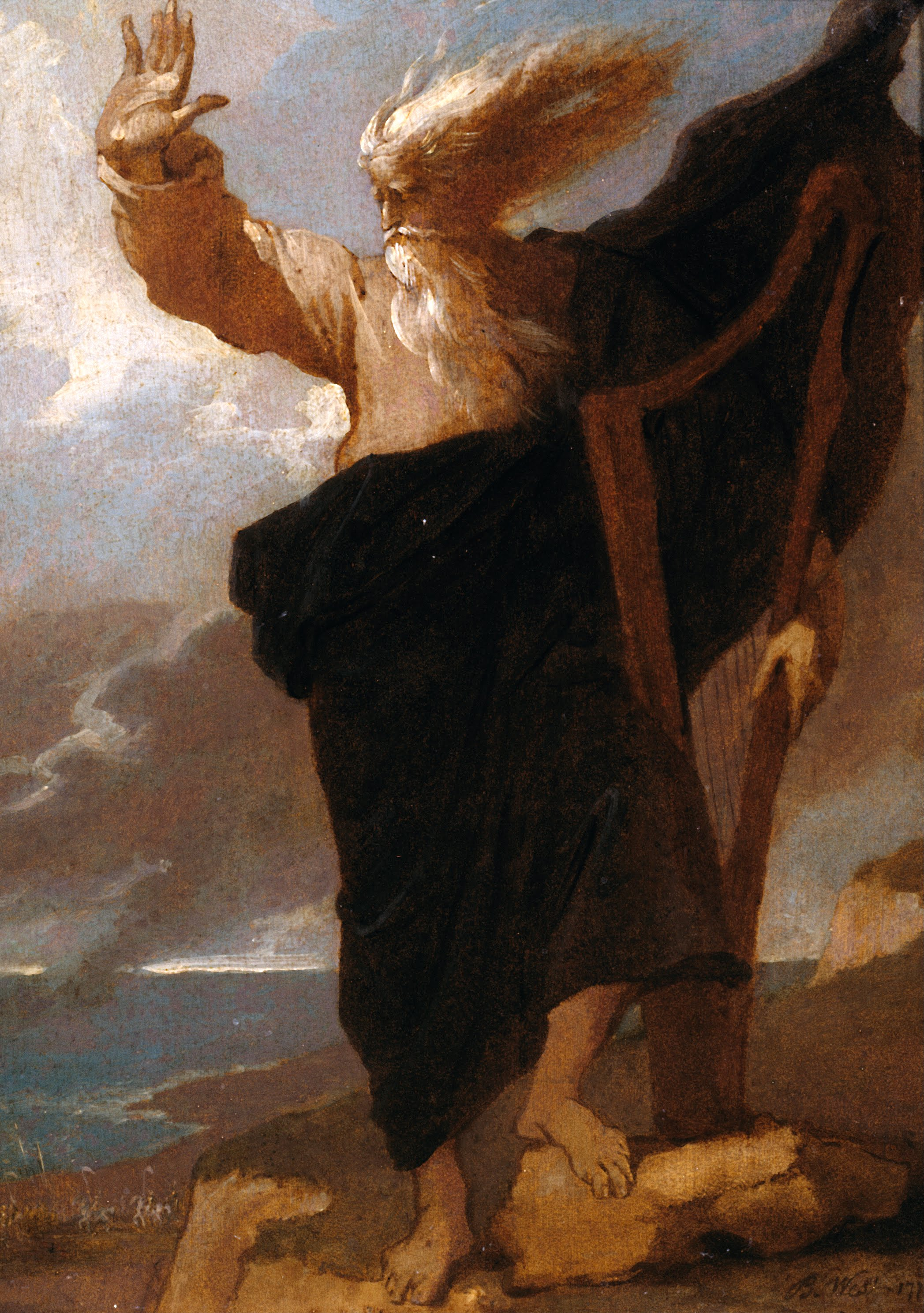
本杰明·韦斯特畫作《吟遊詩人》

在中世紀蓋爾及凱爾特布立吞人文化中，吟遊詩人（高盧語：Bardos，英語、蘇格蘭蓋爾語及愛爾蘭語：Bard，威爾斯語：Bardd，布列塔尼語：Barzh或Barz ）是一位專精於敘說故事（包含口述歷史及系譜）、製造韻文、編作曲目等技藝的人，通常被君主或貴族雇用，以紀念其祖先事蹟並讚頌其當下的行動。
吟遊詩人原先是一個特定的、階級較低的詩人群體（在愛爾蘭及高地蘇格蘭與較高等的「fili」相對）， 在近現代吟遊傳統逐漸衰退後，該詞被用於廣泛指稱作家或吟遊歌手，尤其是用於指稱其中知名者，例如威廉·莎士比亞被稱作「埃文河畔的吟遊詩人」（"the Bard of Avon"，或經常簡稱"the Bard"），或如羅賓德拉納特·泰戈爾被稱作「孟加拉的吟遊詩人」（"the Bard of Bengal"）。

## 歷史
吟遊詩人在古凱爾特人社會中享有特權。他們吟詩讚美部族首領，並歌頌英雄事績，慶祝法律的頒行。高盧的吟遊詩人在羅馬帝國統治下已經消聲匿跡，但是在蘇格蘭的蓋爾語地區吟遊詩人一直存在到18世紀。在威爾斯，雖然15世紀和16世紀藝術家年會上的競賽十分激烈，但是中世紀以後的吟遊詩人水準還是大為下降。直到今日，要在威尔士国家艺术节上爭名次的詩人，仍必須按照經典的吟遊詩體，以頭韻和行內韻的嚴謹格律寫詩。

## 形象
從字面上來看，吟遊二字所代表的就是遊走在世界各地中，吟唱，唱頌詩歌或是自己本身的創作，將自己想要表達的一種處世觀，或是對某件人事物甚至是對這世界的感想感嘆，用比較輕鬆而且人們較易接受的方式──歌唱來傳遞。
- 喜歡演奏詩歌，其演奏歌曲甚至具有魔力。
- 四處流浪，到處傳述英雄史詩或鄉野傳奇。
- 喜歡邊吟詩邊演奏豎琴
- 在人群中表演雜耍或演奏，以作為日常收入。
- 行事半調子而不拘小節，樣樣通而樣樣鬆。

## 流行文化案例

### 奇幻文學
- 《龍族》
- 《道爾馬克四重奏》
- 《吟遊詩人皮陀故事集》
- 《精靈寶鑽》
- 《想當冒險者前往都市的女兒成為S級～黑髮的女武神～》
- 《哥布林殺手》

### 漫畫
- 《阿斯泰利克斯歷險記》（《高盧英雄傳》）

### 線上遊戲
在RPG遊戲中，通常是以美妙的音樂為同伴進行支援的音樂家。
- 永恆紀元
- 神之領域
- 冰城傳奇（英语：The Bard's Tale (1985 video game)）（The Bard's Tale）系列與新冰城傳奇
- 博德之门系列
- 無盡的任務系列
- 仙境传说
- 瑪奇
- 復活邪神三
- 網路創世紀
- 伊希歐之夢/埃米爾物語
- 彩虹島Online
- 英雄聯盟
- 模擬市民中世紀
- 原神（但并非上述情况）

## 外部鏈結
- 阿莫金之歌 - Celtic Myth Podshow（页面存档备份，存于）（英文）